# Павлин, Жига
Жига Павлин (словен. Žiga Pavlin; род. 30 апреля 1985, Крань) — словенский хоккеист, защитник клуба «Олимпия» (Любляна) и сборной Словении. Участник Олимпийских игр 2014 и 2018 годов.

## Карьера

### Клубная
Воспитанник школы клуба «Краньска-Гора», дебютировал уже в сезоне 2000/2001. В словенском чемпионате выступал за команды «Блед» (сезон 2001/2002), «Триглав» (отыграл там три с половиной года), люблянские клубы «Славия» (вице-чемпион Словении 2006 и 2007 годов) и «Олимпия» (с 2007 по 2009 годы выступал в Австрийской хоккейной лиге). Сезон 2009/2010 провёл в Серии А в составе «Риттен Спорт» из Ренона, следующий сезон провёл снова с «Олимпией» в Австрийской хоккейной лиге, с мая 2011 года защищает цвета клуба «Троя-Юнгбю» из второго по силе дивизиона Швеции Хоккейаллсвенскан.

### В сборной
В составе юниорской сборной (до 18 лет) Павли играл на чемпионате мира 2003 в дивизионе B, за молодёжную сборную (до 20 лет) выступал на чемпионатах мира 2004 и 2005 годов также в дивизионе B. С 2009 года регулярно играет на чемпионатах мира.

## Достижения
- Вице-чемпион Словении: 2006, 2007
- Лидер по числу голевых передач в Словенской хоккейной лиге: 2007
- Победитель первого дивизиона чемпионата мира: 2010 и 2012